# باتمان: ذا تلتيل سيريس

القائمة الرئيسية للعبة بعد التحديث رقم 1.03، والتي صححت أخطاء الخطأ البرمجي للغة العربية.

باتمان: ذا تلتيل سيريس (بالإنجليزية: Batman: The Telltale Series)‏ هي لعبة فيديو مغامرات مقسمة إلى حلقات. صدرت الحلقة الأولى منها في 2 أغسطس 2016، وهي متوفرة على أجهزة أندرويد وآي أو إس وويندوز وأو إس 10 وبلاي ستيشن 3 وبلاي ستيشن 4 وإكس بوكس 360 وإكس بوكس ون. اللعبة من تطوير ونشر تلتيل جيمز ومن توزيع وارنر برذرز إنترآكتيف إنترتيمنت. مستندة على القصص المصورة لباتمان. وهي أول لعبة من تلتيل جيمز يتم إضافة اللغة العربية إليها.
يأخذ اللاعب دور البطل الخارق باتمان وشخصيته العادية بروس واين حيث تم تقسيم وقت اللعب بالتساوي. وفي بعض الحالات تسمح اللعبة للاعب باختيار التدخل في موقف معين كـ «باتمان» أو كـ «بروس وين».

## وصلات خارجية
- الموقع الرسمي